# Mario Carusi
Mario Carusi (Guglionesi, 22 luglio 1888 – ...) è stato un politico italiano.

## Biografia
Avvocato, sedette alla Camera dei deputati dal 1919 al 1943, per un totale di sei legislature (XXV, XXVI, XXVII, XXVIII, XXIX, XXX). Dal luglio 1924 al novembre 1926 fu sottosegretario al Ministero delle comunicazioni del governo Mussolini.